# Petrifeld
Petrifeld (rumänisch Petrești, ungarisch Mezőpetri) ist eine Gemeinde im Kreis Satu Mare im Nordwesten Rumäniens. Mit 27,33 Prozent ist Petrifeld ist die Gemeinde mit dem größten Anteil Rumäniendeutscher nach der Zählung von 2011.

## Geographische Lage

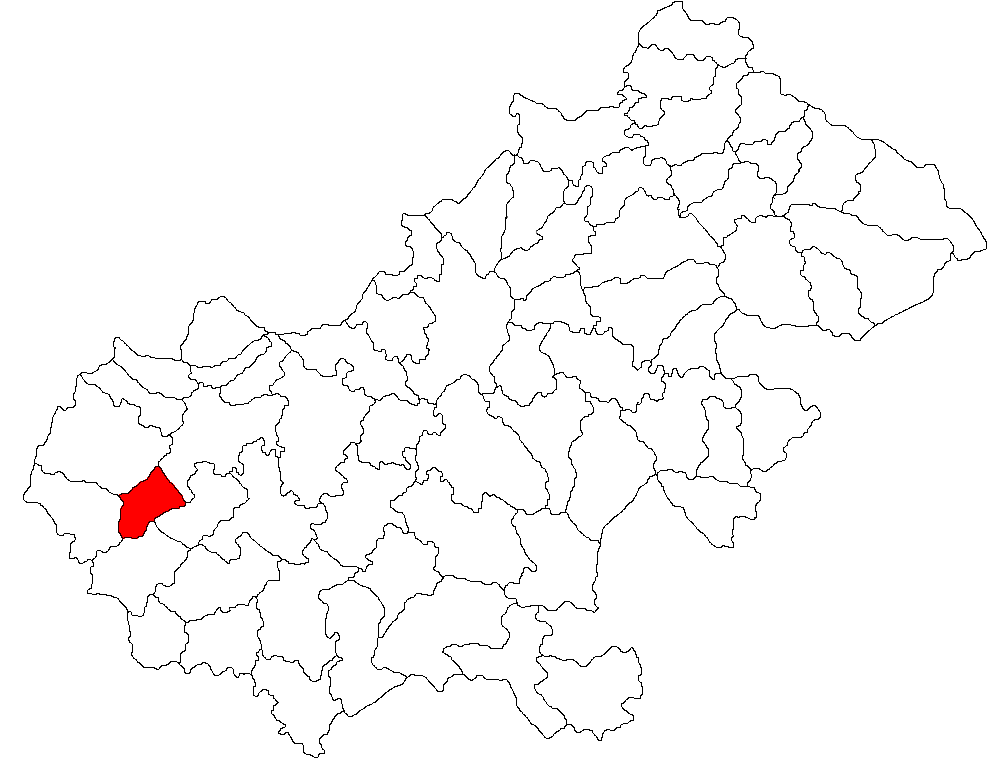
Lage der Gemeinde Petrești im Kreis Satu Mare

Petrifeld liegt im historischen Komitat Sathmar in der sogenannten Câmpia Careilor (Careier Ebene) an der ungarischen Grenze. Im Südwesten des Kreises Satu Mare, an der Europastraße 671, befindet sich der Ort etwa elf Kilometer südlich von der Stadt Carei (Groß-Karol), die Kreishauptstadt Satu Mare (Sathmar) liegt etwa 48 Kilometer nordöstlich von Petrești entfernt.

## Geschichte
Petrifeld  wurde 1316 als Mezeu Petri erstmals urkundlich erwähnt. Im Jahr 1740 ließen sich deutsche Siedler – sogenannte Sathmarer Schwaben – im Ort nieder.

## Bevölkerung
Die Bevölkerung der Gemeinde entwickelte sich wie folgt:
| 1880 | 1.168 | 59  | 237   | 819   | 53  |
| 1930 | 1.588 | 41  | 70    | 1.447 | 30  |
| 1956 | 2.641 | 119 | 2.102 | 367   | 53  |
| 1966 | 2.848 | 101 | 2.113 | 598   | 28  |
| 2002 | 1.683 | 199 | 794   | 530   | 160 |
| 2011 | 1.588 | 199 | 745   | 434   | 210 |
| 2021 | 1.388 | 148 | 542   | 549   | 149 |

Seit 1880 wurde auf dem Gebiet der heutigen Gemeinde die höchste Einwohnerzahl und gleichzeitig die der Magyaren 1966 ermittelt. Die höchste Anzahl der Rumäniendeutschen wurde 1930, die der Rumänen 2002 und 2011, und die der Roma (159) 2002 registriert. Des Weiteren bekannte sich 1977 einer als Ukrainer und 1992 einer als Serbe.
Die Volkszählung von 2011 ergab folgende ethnische Zusammensetzung der Bevölkerung von Petrifeld: 745 waren Magyaren, 434 Rumäniendeutsche, 199 waren Rumänen, 167 Roma, sechs bekannten sich als Tschangos und restliche machten keine Angaben zu ihrer Ethnie.

## Söhne und Töchter der Gemeinde
- István Haller (1880–1964), ungarischer Journalist, Politiker und Minister

## Sehenswürdigkeiten
- Das Schwabenmuseum in einem Haus von 1881, wurde 1993 eröffnet.[6]
- Römisch-katholische Kirche Hl. Elisabeth, von 1786 bis 1878 errichtet, steht unter Denkmalschutz.[7]